# Chrysosoma bifiguratum
Chrysosoma bifiguratum är en tvåvingeart som beskrevs av Becker 1922. Chrysosoma bifiguratum ingår i släktet Chrysosoma och familjen styltflugor. Inga underarter finns listade i Catalogue of Life.